# 宮崎市役所

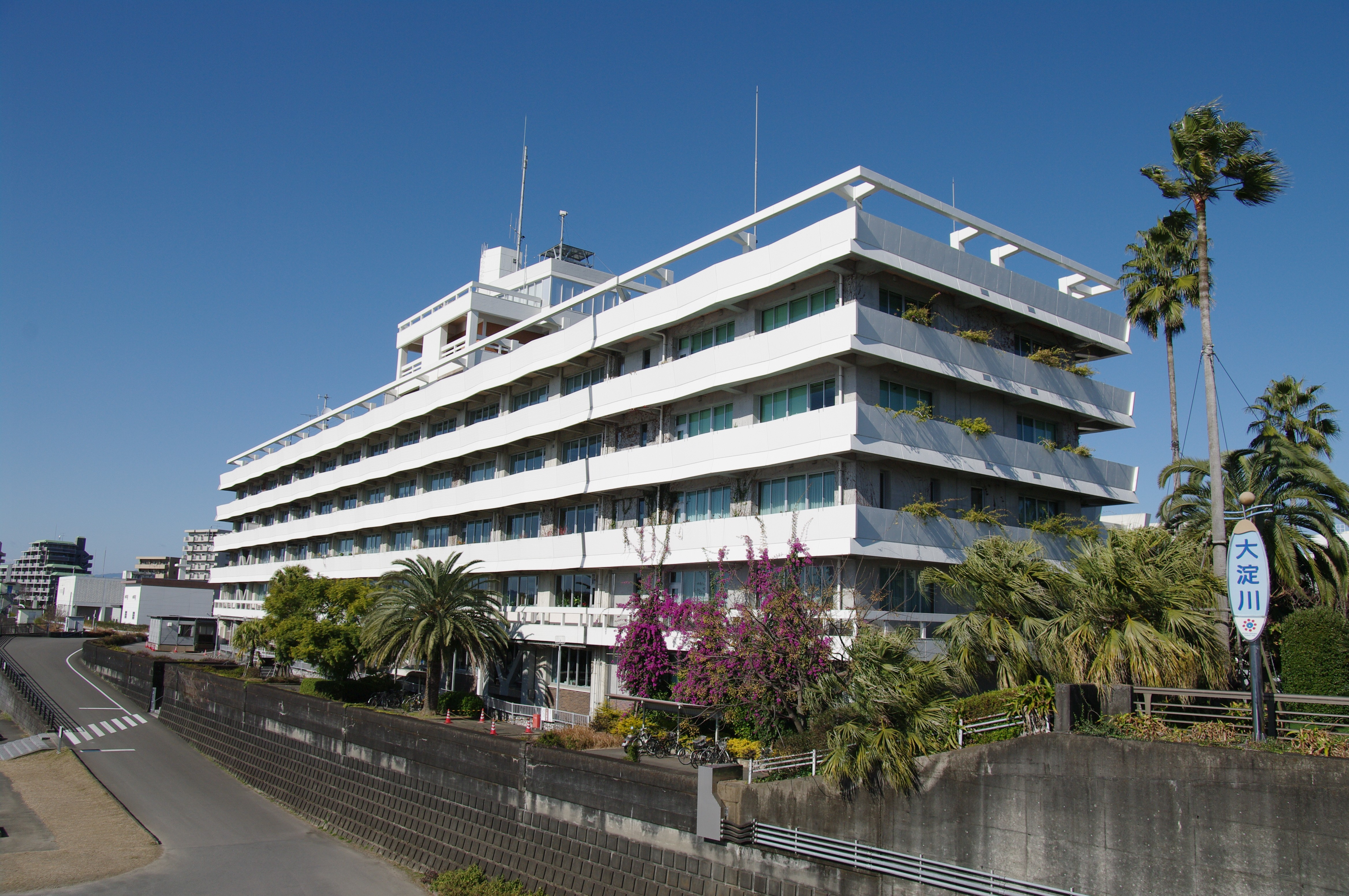
宮崎市役所 南外観

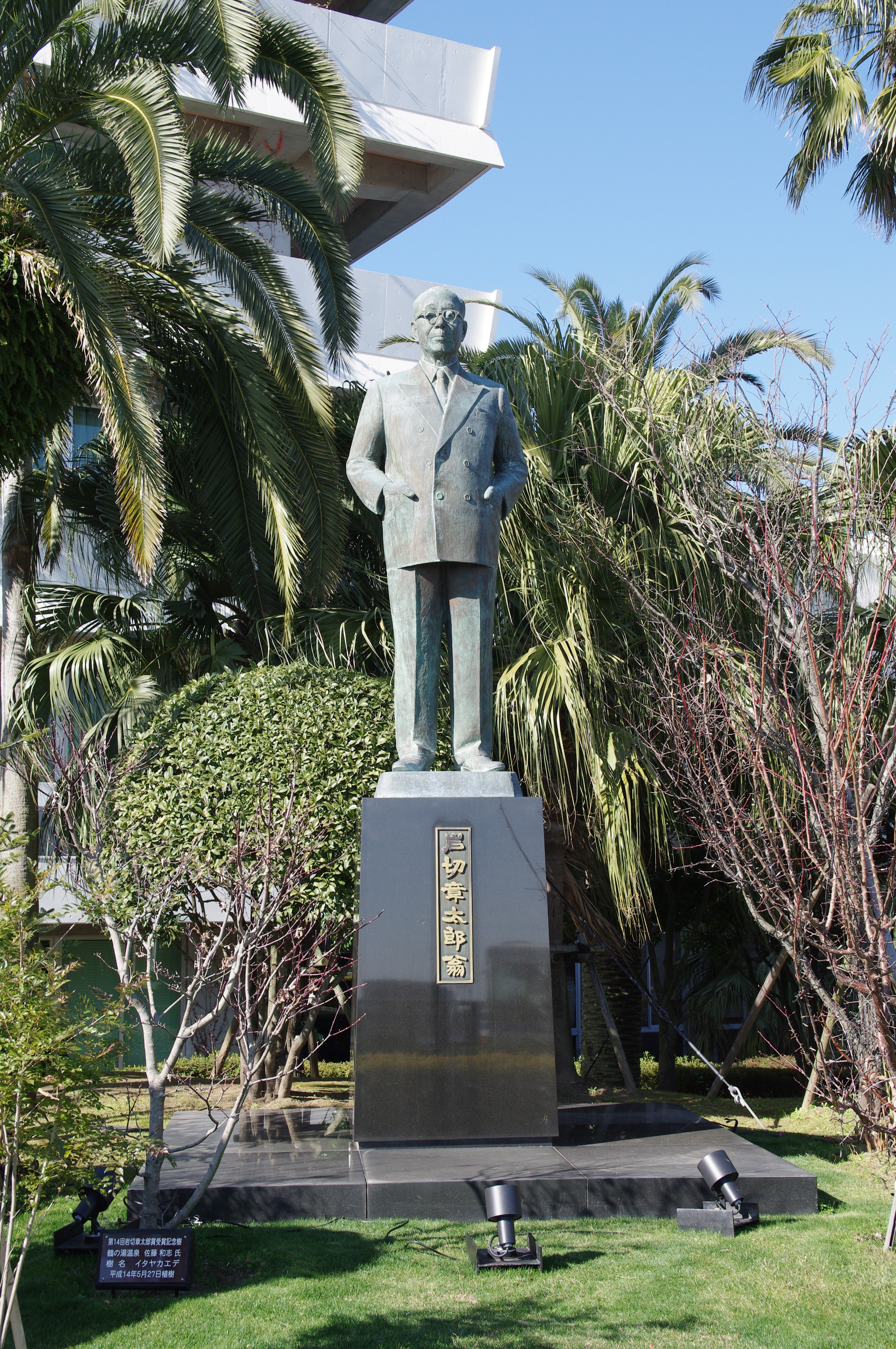
本庁舎敷地内にある岩切章太郎翁像

宮崎市役所（みやざきしやくしょ）は、日本の地方公共団体である宮崎市の組織が入る施設（役所）である。

## 本庁舎

### 所在地
- 〒880-8505
- 住所：宮崎県宮崎市橘通西1丁目1番1号

### 沿革
- 現在地に宮崎市役所が移転してきたのは、1963年12月である。それまでは、現在の広島1丁目から橘通東3丁目の一角にあった。市役所が移転した跡地は、一部が公園になり、一部は消防署として使用されたが、後に転出している。
- 新庁舎の設計にあたっては、指名設計競技が行われた。しかし、案の提出を見送った設計事務所が多く、提出されてきた案が採用された。採用案は、「大淀川を海に見立てた客船のイメージ」であると紹介された。
- 移転してきた当時は本庁舎だけであったが、翌年には隣接地に宮崎市民会館の工事が始まり、1965年に落成を祝った。この市民会館は後に取り壊され、跡地に宮崎市民プラザが建設されている。また、宮崎市の成長に伴って庁舎が狭隘となったため、市はその後周辺の建物を購入し、庁舎の拡大を進めてきている。
- 2026年度に新庁舎を着工予定である。その際の仮庁舎として本社移転で不要となる宮崎放送（MRT）の現社屋を賃貸する方針を2023年9月1日発表した。今後市と同社で賃貸料などの協議を進め合意を目指す。市は仮庁舎の建設が不要になり、事業費縮減につながる」としている。

### 窓口受付時間
- 平日8時30分 - 17時15分。
- 土曜日・日曜日・祝日・年末年始は休み。

### アクセス
- 宮崎駅または南宮崎駅から宮崎交通バスで「橘通一丁目」停留所下車。

### 本庁舎
| 階 | 概要 |
| -- | --- |
| 6F | 組合書記局 |
| 5F | 地域振興部長室・福祉部長室・子ども未来部長室・地域コミュニティ課・地域まちづくり推進室・福祉総務課・介護保険課・文化・市民活動課・長寿支援課・子育て支援課・家庭児童相談室・女性相談室・契約課・入札室・技術検査室・市民情報センター・相談室 |
| 4F | 情報政策課・福祉総務課指導監査室・地域安全課・記者室・人事課・衛生管理室・地域安全協会・給与事務センター・危機管理課・災害対策本部室 |
| 3F | 市長室・副市長室・副市長室・企画財政部長室・総務部長室・企画政策課・秘書課・拠点都市創造課・総務法制課・財政課・管財課・新型コロナウイルス感染症総合対策室・市民情報センター・公平委員会室・行政経営課                                       |
| 2F | 議長室・副議長室・議員控室・委員会室・議会案内・議会図書室・面談室・議会事務局長室・議会事務局総務課・議事調査課・全員協議会室 |
| 1F | 市民課・障がい福祉課・障がい者相談室・会計課・会計管理者室・玄関案内・宮崎銀行宮崎市役所出張所・保育幼稚園課 |

## その他の庁舎
- 第二・第三庁舎はいずれも本庁舎の周辺に存在するが、第四庁舎は少し離れた場所に存在する。第4庁舎は、廃業したホテルを転用している。また、宮崎銀行が所有する「第一宮銀ビル」の8階を賃借の上で使用している。
- 各総合支所には地域市民課・農林建設課が入居。教育委員会は清武総合支所庁舎を拠点としている。

### 第二・第三庁舎
| 階 | 第二庁舎                                                             |
| -- | -------------------------------------------------------------------- |
| 8F | 区間整理課・市街地整備課・建築行政課・開発審査課                     |
| 7F | 都市計画課・景観課・公園緑地課                                       |
| 6F | 建設部長室・土木課・道路維持課                                       |
| 5F | 用地管理課・スポーツランド推進課・宮崎市移住センター                 |
| 4F | 環境指導課・環境業務課・環境政策課・国際交流協会・環境部長室         |
| 3F | 国保収納課・商業政策課・観光戦略課・観光商工部長室・消費生活センター |
| 2F | 社会福祉第一課・社会福祉第二課                                       |
| 1F | 国保年金課・マイナンバーカード推進室                                 |
|    | 第三庁舎                                                             |
| 3F | 税務部長室・納税管理課・3階会議室                                    |
| 2F | 資産税課・2階会議室                                                  |
| 1F | 市民税課                                                             |

### 第四庁舎
所在地
- 宮崎市橘通東1丁目14-20

庁舎
| 階  | 概要                                                       |
| --- | ---------------------------------------------------------- |
| 11F | 監査委員室・監査事務局長室・監査事務局                     |
| 10F | 選挙管理委員会事務局長室・選挙管理委員会事務局・10階会議室 |
| 9F  | 外部監査室                                                 |
| 8F  | 建築住宅課                                                 |
| 7F  | 農業委員会事務局長室・農業委員会事務局                     |
| 6F  | 農政部長室・農政企画課                                     |
| 5F  | 森林水産課・建築住宅課                                     |
| 4F  | 農業振興課                                                 |
| 3F  | 農村整備課・土地改良区合同事務所                           |
| 2F  | (一社)みやPEC推進機構・宮崎市芸術文化連盟                  |
| 1F  | 倉庫                                                       |

### 第一宮銀ビル
所在地
- 宮崎市橘通東1丁目7

庁舎
| 階 | 概要                                                         |
| -- | ------------------------------------------------------------ |
| 8F | 観光戦略課・スポーツランド推進課・産業政策課・企業立地推進課 |

### 総合支所

#### 佐土原総合支所
所在地
- 宮崎市佐土原町下田島20660番地

庁舎
| 階 | 概要                                                                                              |
| -- | ------------------------------------------------------------------------------------------------- |
| 3F |                                                                                                   |
| 2F | 区画整理課・土地改良区合同事務所・健康増進課地域保険第4係(佐土原保健相談センター)・医療介護連携課 |
| 1F | 地域市民福祉課・農林建設課・上下水道営業所                                                        |

##### 佐土原総合支所 佐土原出張所
所在地
- 宮崎市佐土原町上田島8387-2

庁舎

#### 田野総合支所
所在地
- 宮崎市田野町甲2818番地

庁舎
| 階 | 概要                                                                                 |
| -- | ------------------------------------------------------------------------------------ |
| 3F | 区画整理課第３係、田野保健センター                                                   |
| 2F | 農林建設課・土地改良区合同事務所                                                     |
| 1F | 地域市民福祉課・建設課・医療介護連携課・田野地区地域包括支援センター・上下水道営業所 |

#### 高岡総合支所
所在地
- 宮崎市高岡町内山2887番地

庁舎
| 階 | 概要                                                     |
| -- | -------------------------------------------------------- |
| 3F | 市街地整備課区画整理第4係                                |
| 2F | 農林建設課・土地改良区合同事務所・上下水道営業所         |
| 1F | 企画総務課・地域市民福祉課・高岡地区地域包括支援センター |

##### 高岡総合支所 穆佐出張所
所在地
- 宮崎市高岡町小山田69-2

庁舎

#### 清武総合支所
所在地
- 宮崎市清武町船引204番地

庁舎
| 階 | 概要 |
| -- | --- |
| 5F | 教育委員会（学校施設課）                                                                                       |
| 4F | 教育委員会（教育長室・局長室・保健給食課・教委企画総務課）                                                     |
| 3F | 教育委員会（学校教育課・文化財課・生涯学習課）                                                                 |
| 2F | 農林建設課 |
| 1F | 地域市民福祉課・医療介護連携課南部地域ケア係・上下水道営業所・清武地区地域包括支援センター・宮崎市国際交流協会 |

## 地域センター・地域事務所・サービスコーナー
地域センター
- 住吉地域センター - 宮崎市大字島之内7409-1
- 北地域センター - 宮崎市大字瓜生野3909-40
- 生目地域センター - 宮崎市大字浮田3153-1
- 赤江地域センター - 宮崎市大字田吉5730-3
- 木花地域センター - 宮崎市大字熊野591
- 青島地域センター - 宮崎市青島4-6-16

地域事務所
- 中央地域事務所 - 宮崎市橘通西3丁目10-32（宮崎ナナイロ東館8階）
- 大宮地域事務所 - 宮崎市村角町島ノ前1346番地1（東大宮コミュニティセンター敷地内）
- 大淀地域事務所 - 宮崎市大坪町西六月2211番地1（市消防局大淀救急研修所跡地）
- 大塚地域事務所 - 宮崎市大塚町鎌ヶ迫2296番地3（大塚公民館敷地内）
- 檍地域事務所 - 宮崎市吉村町江田原甲265-1（檍公民館南側）
- 大塚台・生目台地域事務所 - 宮崎市大塚台西2丁目18-1（大塚台幼稚園跡地）

市民サービスコーナー
サービスコーナーに関しては一部利用できないサービス、締め切り時間が早いサービス、もしくは事前予約制のサービスもあるため事前に確認が推奨される。
- 宮交シティ市民サービスコーナー - 宮崎市大淀4-6-28
- 東部市民サービスコーナー - 宮崎市新別府町江口862-1(イオン宮崎店内2F)